# Richard Hamming
Richard Hamming (anglès: Richard Wesley Hamming)  (Chicago, 11 de febrer de 1915 - Monterey, 7 de gener de 1998) fou un matemàtic nord-americà que va treballar en temes relacionats amb la informàtica i les telecomunicacions. Les seves principals contribucions a la ciència han estat el codi Hamming, la finestra Hamming i la distància Hamming.

## Biografia
Hamming va néixer a Chicago, Illinois, l'11 de febrer de 1915.
Es va llicenciar per la Universitat de Chicago el 1937. El 1939 realitzaria un màster a la Universitat de Nebraska i finalment es va doctorar per la Universitat d'Illinois a Urbana-Champaign el 1942. Durant la Segona Guerra Mundial, va ser professor a la Universitat de Louisville, treball que abandonaria per integrar-se en 1945 al projecte Manhattan. Allà va desenvolupar el seu treball programant una de les primeres calculadores numèriques electròniques, per a determinar la solució a algunes equacions proporcionades pels físics del projecte. L'objectiu del programa era descobrir si la detonació d'una bomba atòmica podria incendiar l'atmosfera. El resultat del càlcul era que la ignició no passaria, així que els Estats Units van utilitzar la bomba, primer com a prova en Nou Mèxic i poc més tard dues vegades contra Japó.
Entre els anys 1946-1976, va treballar en els laboratoris Bell, on va col·laborar amb Claude E. Shannon. El 23 de juliol de 1976 es va traslladar a la Naval Postgraduate School, on va treballar com a professor adjunt fins a 1997, arribant a ser professor emèrit.
Va ser fundador i president de l'Association for Computing Machinery.
Va morir a Monterey, Califòrnia el 7 de gener de 1998.

## Reconeixements professionals
- President de l'Association for Computing Machinery, de la qual va ser fundador, 1968.
- Soci del IEEE, 1968.
- Premi Turing, 1968
- Premi Emanuel R. Piore per la IEEE, 1979.
- Membre de la National Academy of Engineering, 1980.
- Premi Harold Pender per la Universitat de Pennsilvània, 1981.
- Medalla Richard W. Hamming per la IEEE, 1988.
- Premi Eduard Rhein, 1996.

La medalla que porta el seu nom, i que va ser el primer a rebre, és un premi que dona anualment la IEEE per les contribucions excepcionals a les ciències i tecnologies de la informació.

## Llibres
- Numerical Methods for Scientists and Engineers, McGraw-Hill, 1962; segona edició 1973. Reimpressió de l'editorial Dover el 1985.
- Calculus and the Computer Revolution, Houghton-Mifflin, 1968.
- Introduction To Applied Numerical Analysis, McGraw-Hill, 1971.
- Computers and Society, McGraw-Hill, 1972.
- Digital Filters, Prentice Hall, 1977; segona edició el 1983; tercera edició 1989. ISBN 0-486-65088-X Reimpressió de l'editorial Dover a 2001.
- Coding and Information Theory, Prentice Hall 1980; segona edició el 1986.
- Methods of Mathematics Applied to Calculus, Probability, and Statistics, Prentice Hall, 1985. Reimpressió de l'editorial Dover el 2005.
- The Art of Probability for Scientists and Engineers, Addison-Wesley, 1991.
- The Art of Doing Science and Engineering: Learning to Learn, Gordon and Breach, 1997.